# 潇湘江
潇湘江，于中国云南省曲靖市麒麟区西部，是西江上游南盘江段右岸支流，发源于马龙县月望乡鸭子塘村耗子冲，向北流经三宝镇长坡村、寥廓街道文明村、潇湘村（原潇湘乡）后入潇湘水库，出库后转东北流经曲靖市区，最后于沿江乡南河口入南盘江。全长43公里，落差350米，流域面积380平方公里。